# Ambulyx phalaris
Espèce
Ambulyx phalaris est une espèce d'insectes lépidoptères de la famille des Sphingidae, sous-famille des Smerinthinae, tribu des Ambulycini, et du genre Ambulyx.

## Distribution
L'espèce est endémique de la Papouasie Nouvelle-Guinée.

## Biologie
Les larves se nourrissent sur les espèces du genre Lagerstroemia. 

## Systématique
- L'espèce Ambulyx phalaris a été décrite par l'entomologiste allemand Karl Jordan en 1919, sous le nom initial de Oxyambulyx phalaris[1]. Reclassé dans le genre Ambulyx par Bridges en 1993[2].

### Synonymie
- Oxyambulyx phalaris Jordan, 119 Protonyme

### Liste des sous-espèces
- Ambulyx phalaris phalaris Jordan, 1919
- Ambulyx phalaris carycina Jordan, 1919 [3]